# .by
.by je vrhovna internetska domena (country code top-level domain - ccTLD) za Bjelorusiju. Domenom upravlja Državni centar za sigurnost informacija Predsjednika Republike Bjelorusije.

## Vanjske poveznice
- IANA .by whois informacija  Arhivirana inačica izvorne stranice od 24. listopada 2007. (Wayback Machine)